# Thermocladium
Genre
Espèces de rang inférieur
- Thermocladium modestius

Thermocladium est un genre d'archées de la famille des Thermoproteaceae.